# Ole Krarup
Ole Krarup n. 17 martie 1935, Aarhus, Danemarca – d. 7 octombrie 2017 a fost un om politic danez, membru al Parlamentului European în perioada 1999-2004 din partea Danemarcii. 